# Otto Baumberger

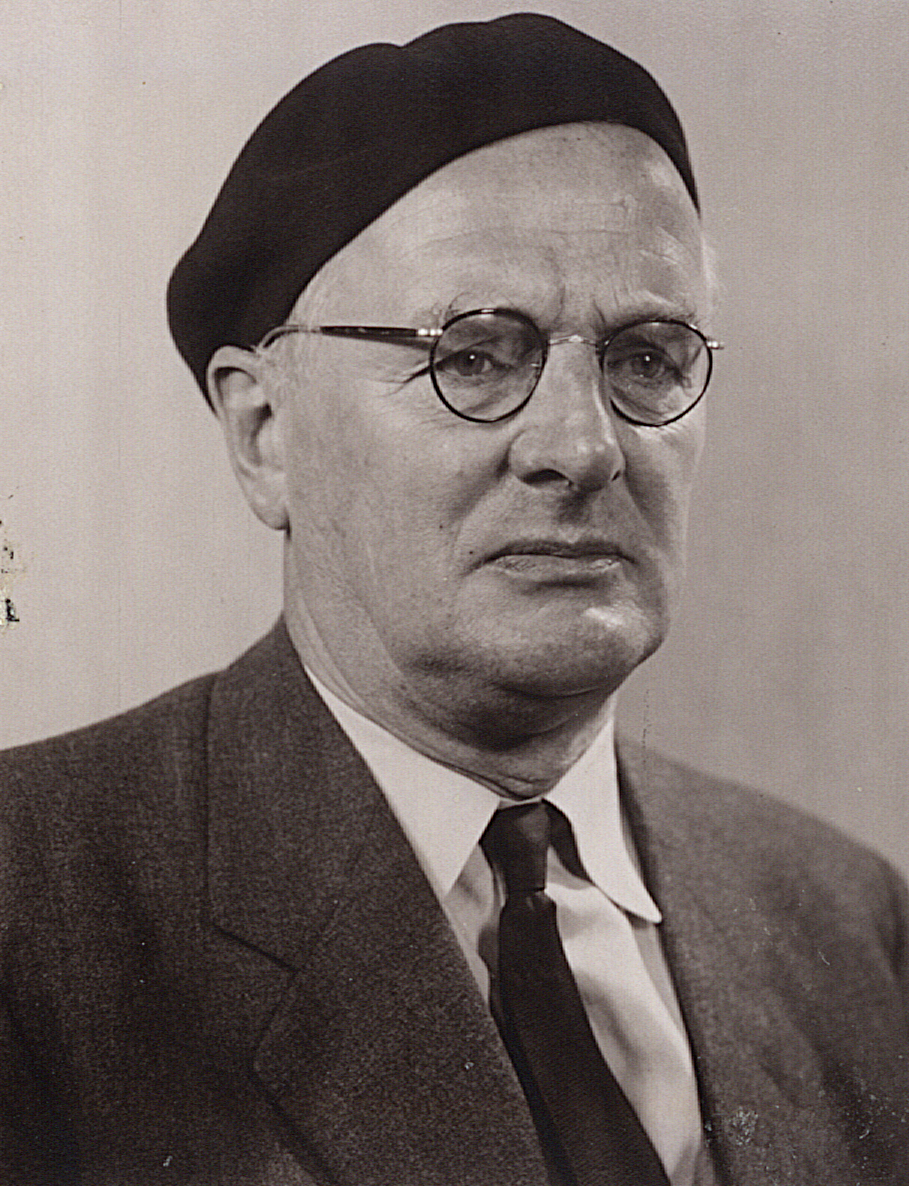
Otto Baumberger (1950)

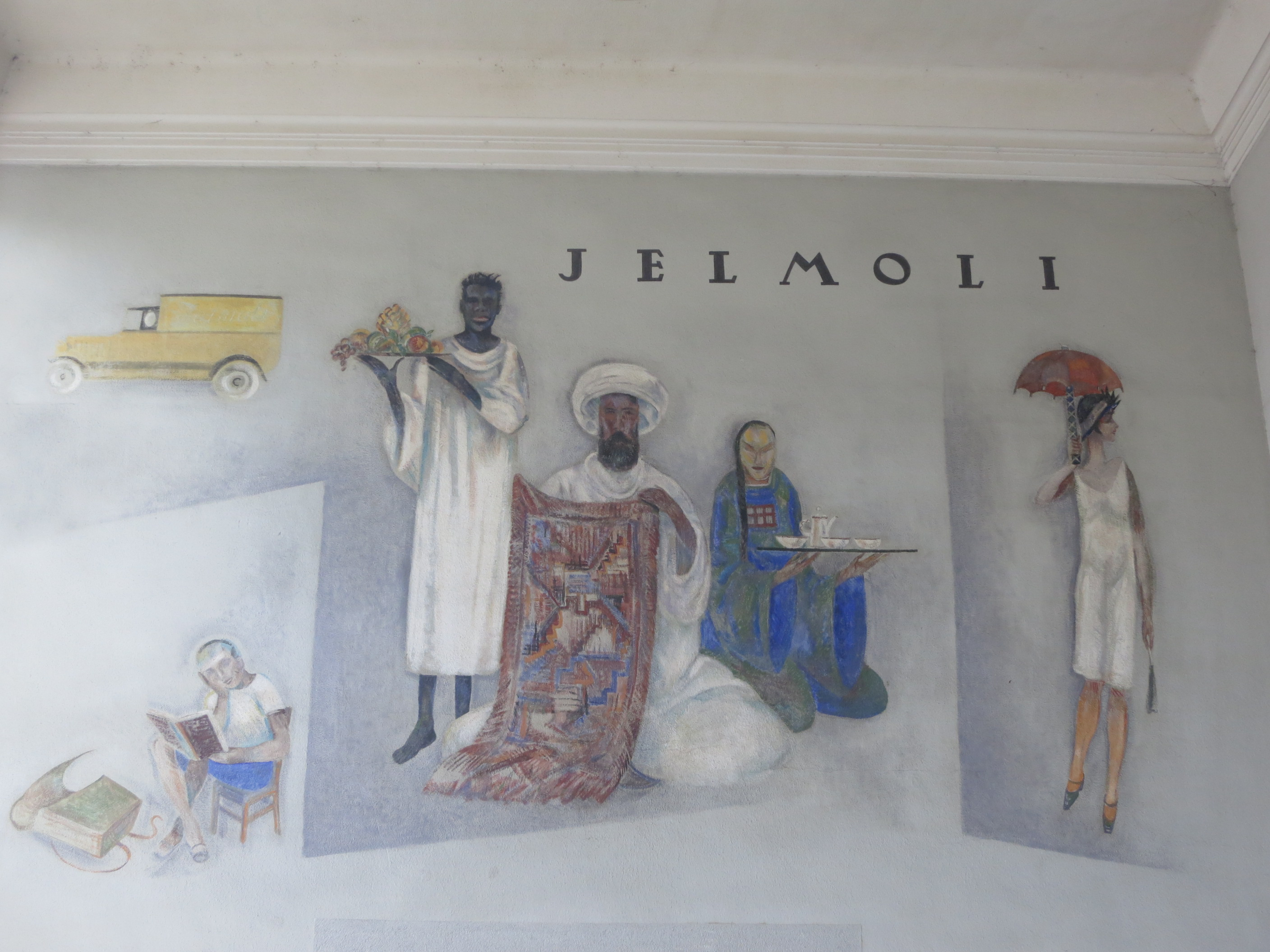
Wandmalerei 1926, Bahnhof Zürich Wiedikon

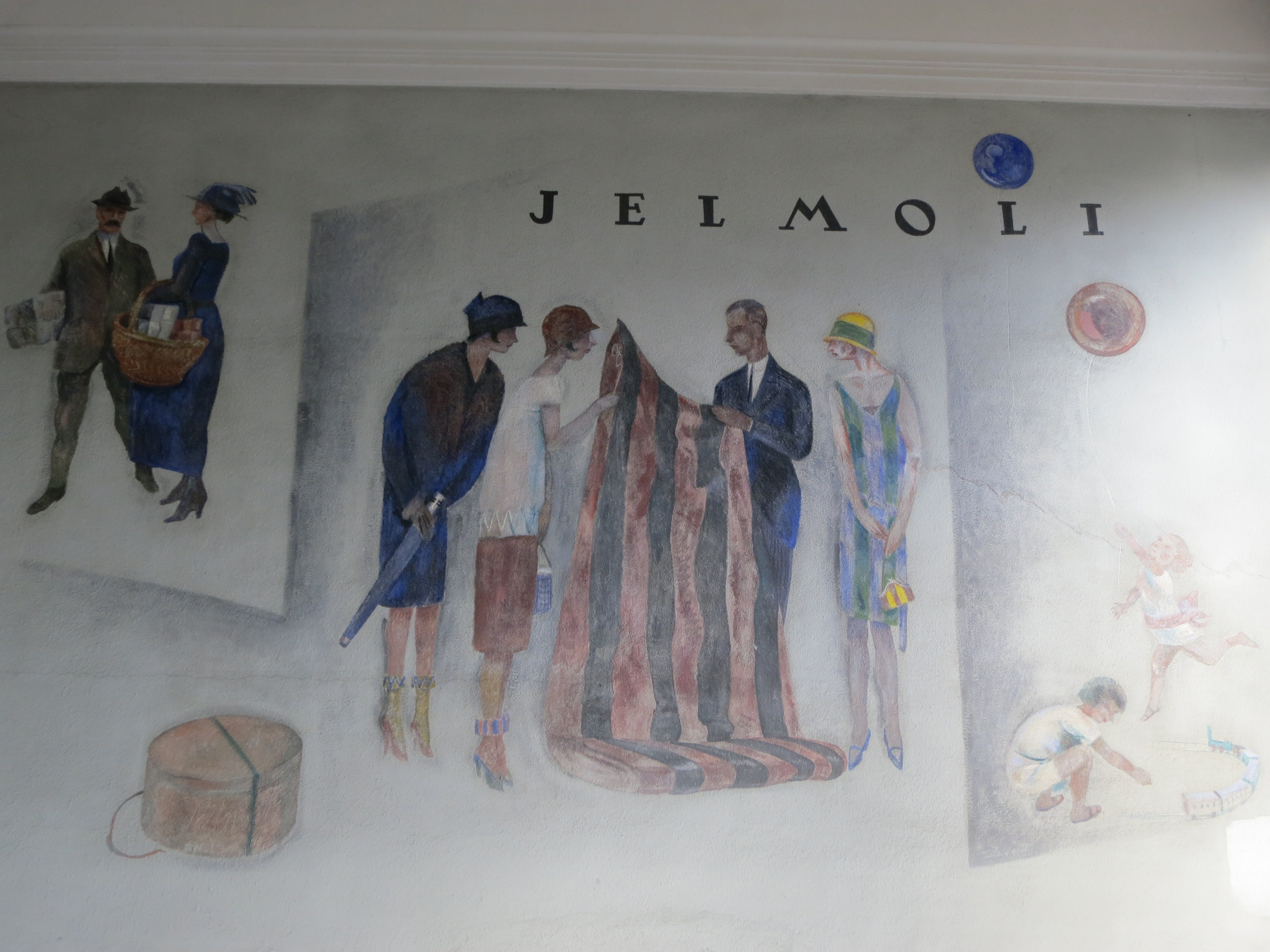
Bahnhof Zürich-Wiedikon 1926, Mineralfarbe auf Kalkputz

Otto Baumberger (* 21. Mai 1889 in Altstetten; † 26. Dezember 1961 in Weiningen) war ein Zürcher Plakatkünstler, Maler und Bühnenbildner. Er gilt als Erneuerer der Schweizer Plakatkunst und wichtiger Vertreter des schweizerischen Expressionismus. Ab 1931 war er Professor an der ETH Zürich.

## Leben
Otto Baumberger wuchs in Altstetten bei Zürich in einem kleinbürgerlichen Umfeld auf. Nach dem Schulabschluss begann er 1904 eine Lehre als Dessinateur (Textilzeichner), die er bald abbrach. Bis 1907 absolvierte er eine dreijährige Lehre als Lithograph bei Emil Winter in Zürich. Während der Lehrzeit nahm er Unterricht bei Eduard Stiefel an der Kunstgewerbeschule Zürich (heute Teil der Zürcher Hochschule der Künste) und später an Luise Stadlers «Kunst- und Kunstgewerbeschule für Damen». Ein Stipendium der Stadt Zürich ermöglichte ihm von 1908 bis 1910 Aufenthalte an der Kunstgewerbeschule München, der Akademie der Bildenden Künste München und der Académie Colarossi in Paris. 1910 nahm er erstmals an einer Ausstellung der Zürcher Kunstgesellschaft teil.
Ab 1911 war er im Kunstsalon Wolfsberg, einem grossen Lithographiebetrieb mit angefügter Galerie, als Zeichner und künstlerischer Leiter angestellt. Von 1913 bis zum Beginn des Ersten Weltkriegs war er als freischaffender Graphiker in Paris tätig, danach arbeitet er in Zürich für alle grossen Zürcher Druckereien. Für die Schweizerische Landesausstellung 1914 gestaltete Baumberger verschiedene Künstler Postkarten und für den Katalog Urproduktion die Titelseite.
1915 heiratete er Hanni Manz, von der er sich 1926 wieder trennte. 1916 begann Otto Baumberger seine Lehrtätigkeit mit einem Teilpensum als Hilfslehrer an der Kunstgewerbeschule. 1920 begab er sich für ein paar Monate nach Berlin, wo er für Max Reinhardt die Bühnenbilder zur Urfaust von Johann Wolfgang von Goethe gestaltete. Eine feste Anstellung in Berlin lehnte er ab. Er realisierte am Stadttheater Zürich jedoch weitere Bühnenbilder. Am Bahnhof Zürich Wiedikon schuf er 1926 eine Reihe von Wandbildern, in denen Menschen aus fremden Ländern dargestellt werden. Ein Bericht der Stadt Zürich kritisierte die Bilder 2021 wegen Bezügen zu Kolonialismus und Rassismus.
Otto Baumberger ist heute vor allem als Plakatkünstler bekannt. Für die unterschiedlichsten Auftraggeber schuf er zwischen den 1910er und 1940er Jahren rund 230 Plakate. Zweifelhafte Berühmtheit erlangte er mit seinem Plakat gegen das Frauenstimmrecht von 1920, bekannt sind aber auch seine Werbungen für Schweizer Marken wie PKZ oder Jecklin sowie die Plakate aus der Zeit des Zweiten Weltkriegs für das Rote Kreuz. Von 1922 bis 1927 arbeitete er auch für die Satirezeitschrift Nebelspalter in der Funktion als Bildredaktor wie auch als Zeichner. 1927 heiratete er die Grafikerin Johanna Pulfer, die bei der Ausgestaltung seiner Plakate die typografische Arbeit übernahm. Ihr gemeinsamer Sohn Rudolf Caspar kam 1929 zur Welt. Otto Baumberger unternahm ab den 1930er Jahren fast jährlich ausgedehnte Reisen, nach der Sowjetunion (1932), in verschiedene europäische Länder, in den Nahen Osten, zu den Kanarischen Inseln und nach Madeira. Aus den Tausenden von Reiseskizzen entstanden dann in seinem Atelier zu Hause Aquarelle und Ölbilder. Populär wurde Baumberger mit seinem Fries zur Schweizer Geschichte an der Landi 1939. Geschätzt wurde er auch für seine Illustrationen und Buchumschläge, darunter die Bibel und Werke der Weltliteratur wie die Odyssee oder Dantes Göttliche Komödie. Überdies schuf er bis an sein Lebensende ungefähr 200 abstrakte Kompositionen, die heute weitgehend unbekannt sind.
1931 erhielt Baumberger auf Betreiben von Otto Rudolf Salvisberg einen Lehrauftrag für neue Fächer am Departement für Architektur der ETH Zürich: «Zeichnen nach der Natur» und «Die Farbe am Bau». Im Jahr 1947 wurde er von der ETH zum Ausserordentlichen Professor ernannt. Noch zu seinen Lebzeiten wurde er mit Ausstellungen im Zürcher Kunsthaus (1949) und in der Grafischen Sammlung der ETH (1959) gefeiert. Otto Baumberger starb im Alter von 72 Jahren in seinem Haus in Weiningen.

## Verschiedenes
- Den grössten Teil des gegen 10'000 Werke umfassenden Œuvres von Otto Baumberger besitzt der Sammler Arnold Erni (Basel), der Teile davon publiziert. Weitere Sammlungen besitzen die Grafische Sammlung der ETH, das Kunsthaus Zürich und das Museum für Gestaltung Zürich.
- Ein Teil des Nachlasses mit zahlreichen Buchillustrationen befindet sich in der Zentralbibliothek Zürich.
- Von Oktober 2008 bis Februar 2009 fand in der Zentralbibliothek Zürich eine Ausstellung über Otto Baumberger statt, im Museum für Gestaltung Zürich wurden gleichzeitig seine Plakate gezeigt.